# Melipotis limitata
Melipotis limitata là một loài bướm đêm trong họ Erebidae.